# V-Day: Until the Violence Stops
V-Day: Until the Violence Stops è un film-documentario del 2003 diretto da Abby Epstein, ispirato al libro I monologhi della vagina, scritto da Eve Ensler nel 1996.
Le protagoniste della pellicola sono Salma Hayek, Jane Fonda, Rosario Dawson, Rosie Perez, Isabella Rossellini e Lisa Gay Hamilton, attrici da sempre impegnate in campagne femministe, che nel film interpretano loro stesse.